# Scaptodrosophila paratriangulata
Scaptodrosophila paratriangulata är en tvåvingeart som först beskrevs av Gupta och Ray-chaudhuri 1970.  Scaptodrosophila paratriangulata ingår i släktet Scaptodrosophila och familjen daggflugor. Inga underarter finns listade i Catalogue of Life.